# クリスティアン・メリンテ
クリスティアン・コステル・メリンテ（Cristian Costel Melinte, 1988年5月9日 - ）は、ルーマニア・ティミショアラ出身のサッカー選手である。ポジションはミッドフィールダー。

## 経歴
2005年、FC UTAアラドからプロデビュー。2008年にはフランスの名門ASモナコのトライアルを受けるが失敗。翌2009年、ルーマニア国内の強豪ディナモ・ブカレストに移籍。ディナモでは主にセカンドチーム所属で、トップでは1試合に出場したのみで夏に自由移籍でセリエA・パレルモと4年契約を結ぶ。2010年はセリエB・ピアチェンツァに期限付きで移籍した。以降は母国ルーマニアで移籍を繰り返している。

## 所属クラブ
- FC UTAアラド 2005-2008
- FCディナモ・ブカレスト 2009
- FCディナモⅡ・ブカレスト 2009
- USチッタ・ディ・パレルモ 2009-2013

→ ピアチェンツァ・カルチョ 2010(loan)
→ FCペトロルル・プロイェシュティ 2011-2012 (loan)
→ AFCアストラ・ジュルジュ 2012-2013 (loan)
- CSコンコルディア・キアジナ 2013-2014
- CSMストゥデンツェスク・ヤシ 2014
- ACSポリ・ティミショアラ 2015-2019

→ CSコンコルディア・キアジナ 2016-2017 (loan)
- FC UTAアラド 2019-2021